# 博物馆

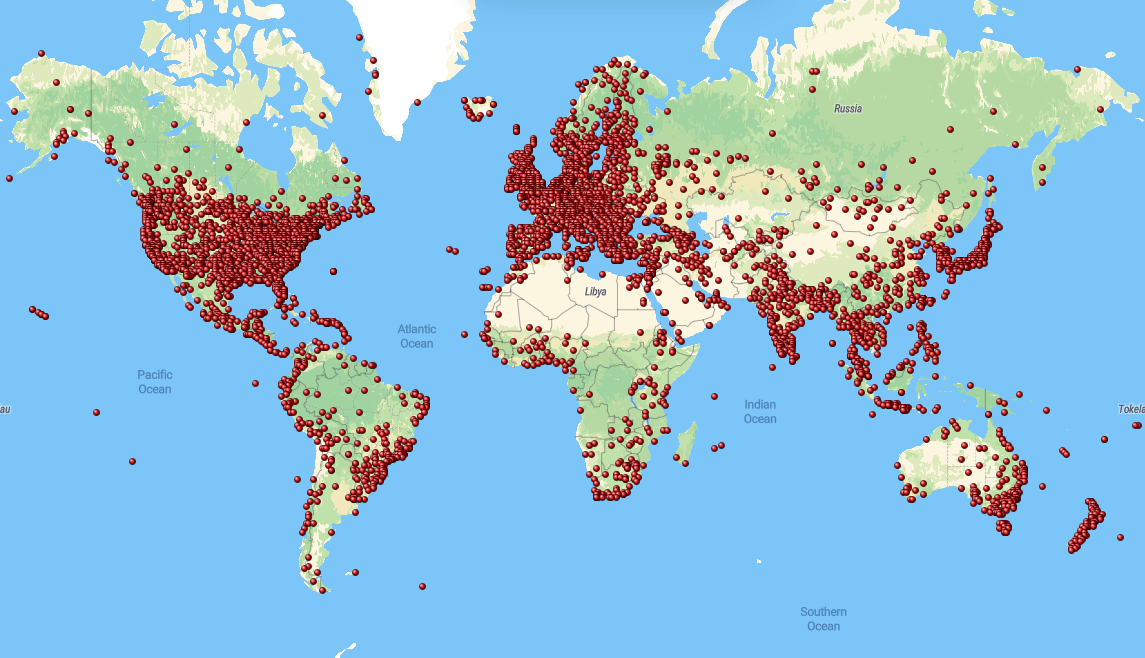
世界各地的博物馆（交互版）

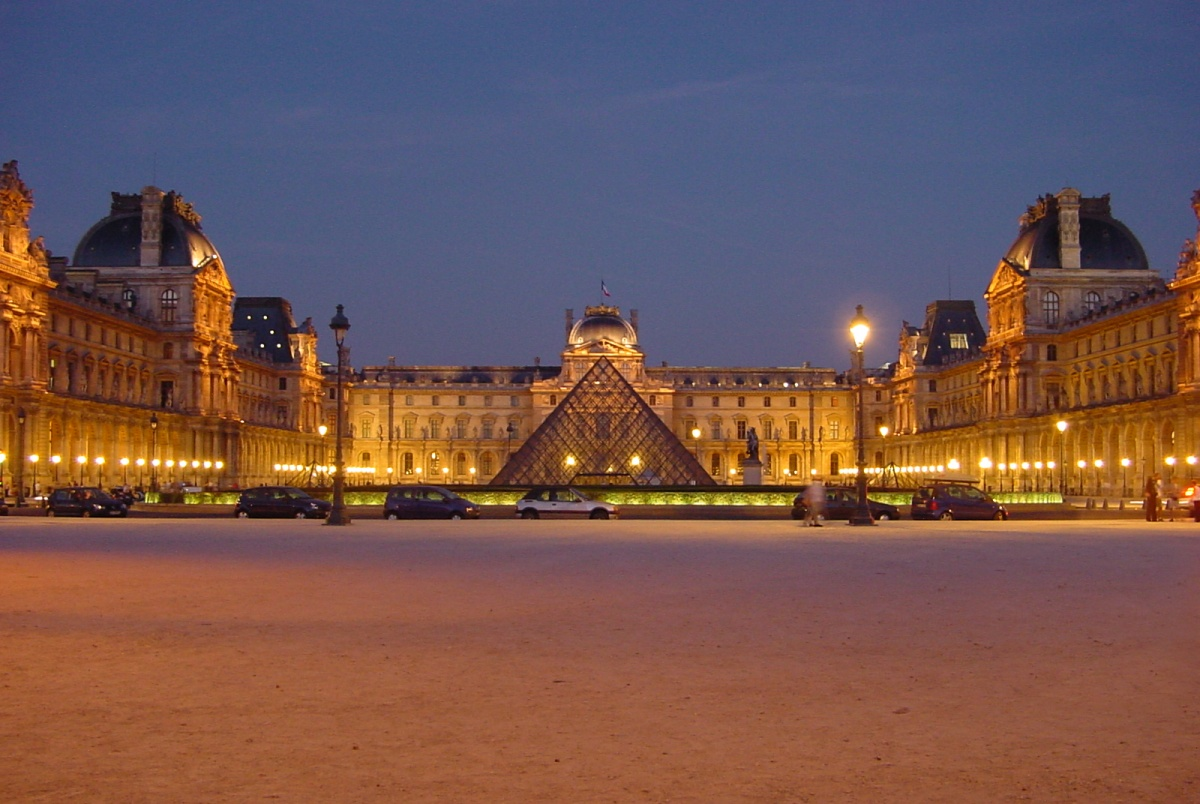
法國巴黎羅浮宮博物館，世界最大最有名的博物館之一

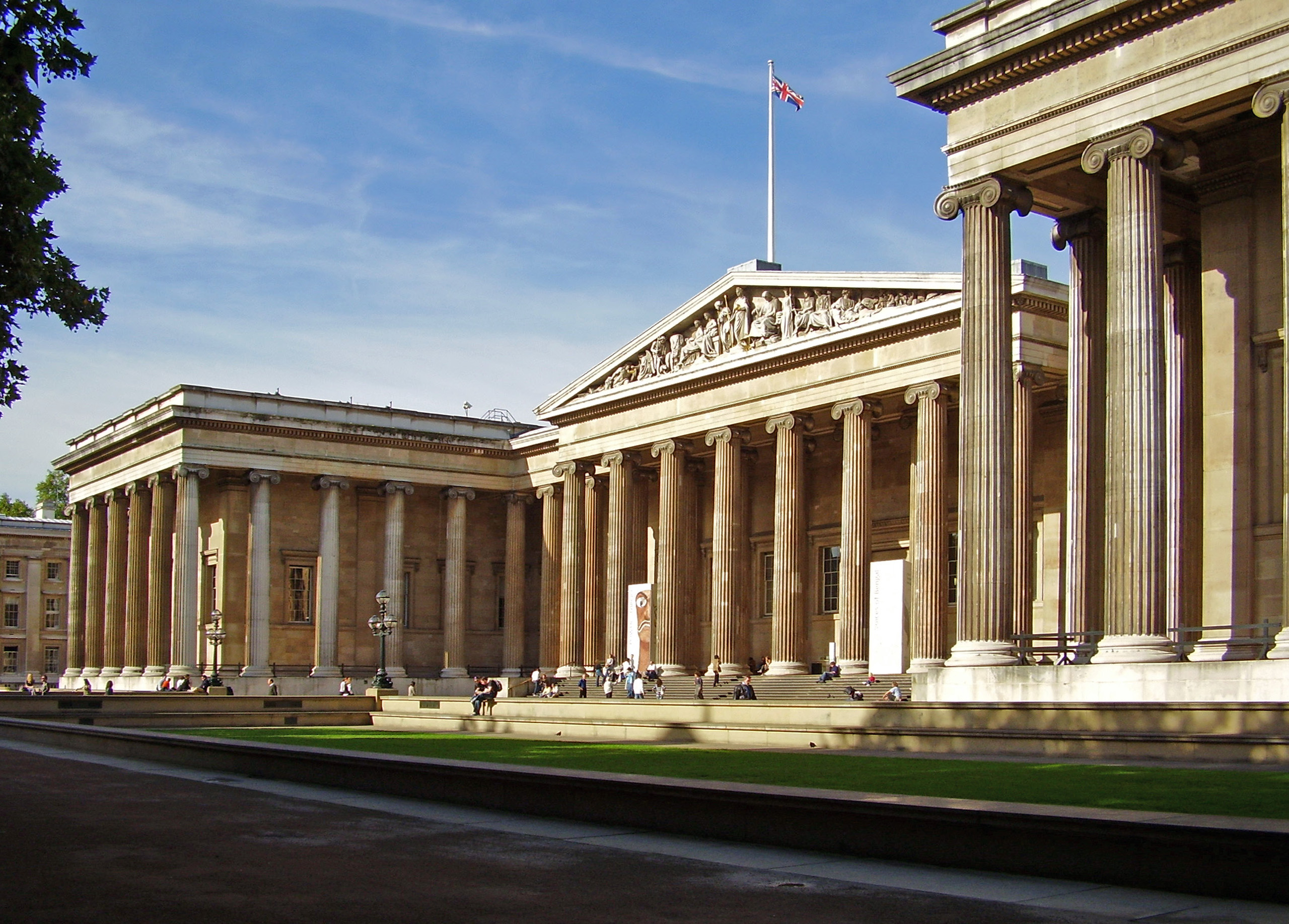
英國倫敦的大英博物館

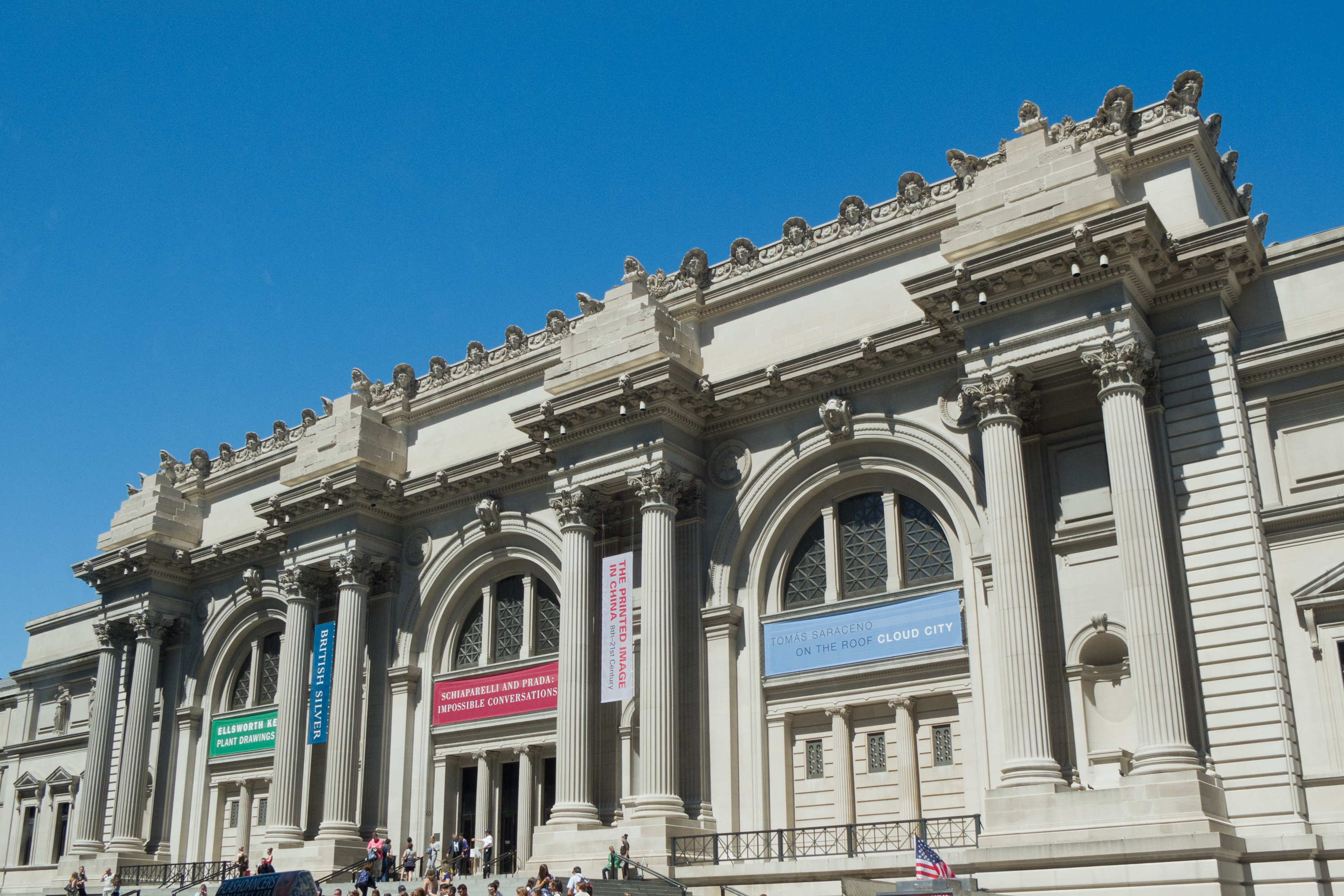
美國紐約大都會藝術博物館

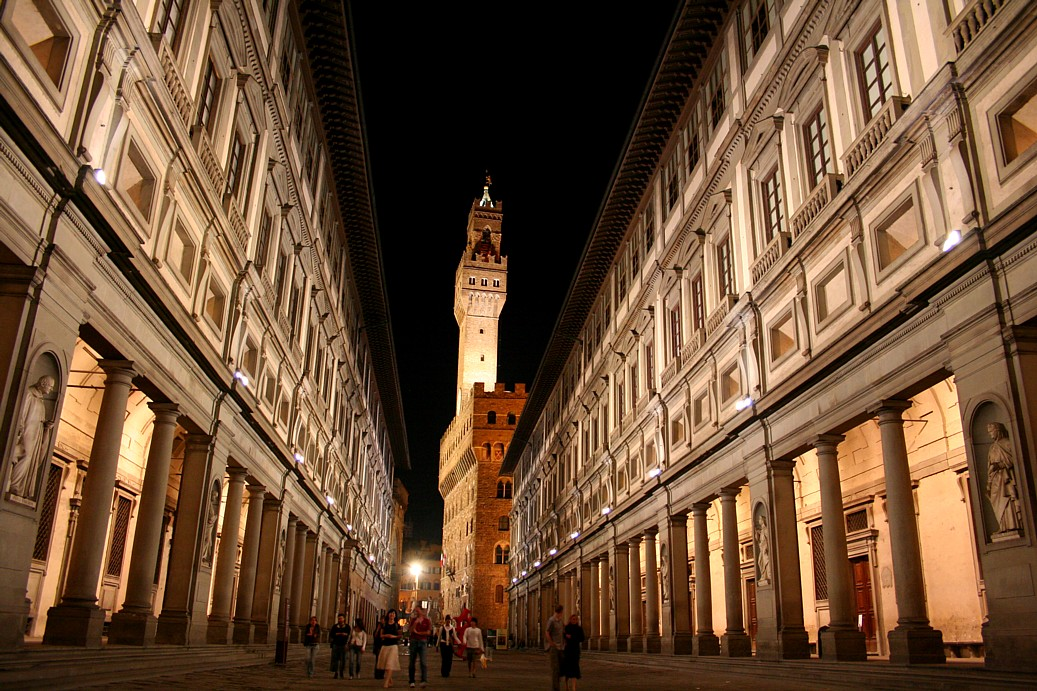
義大利佛羅倫斯烏菲茲美術館的兩座屋宇之間的狹窄庭園，產生了一小段完美的街道景象

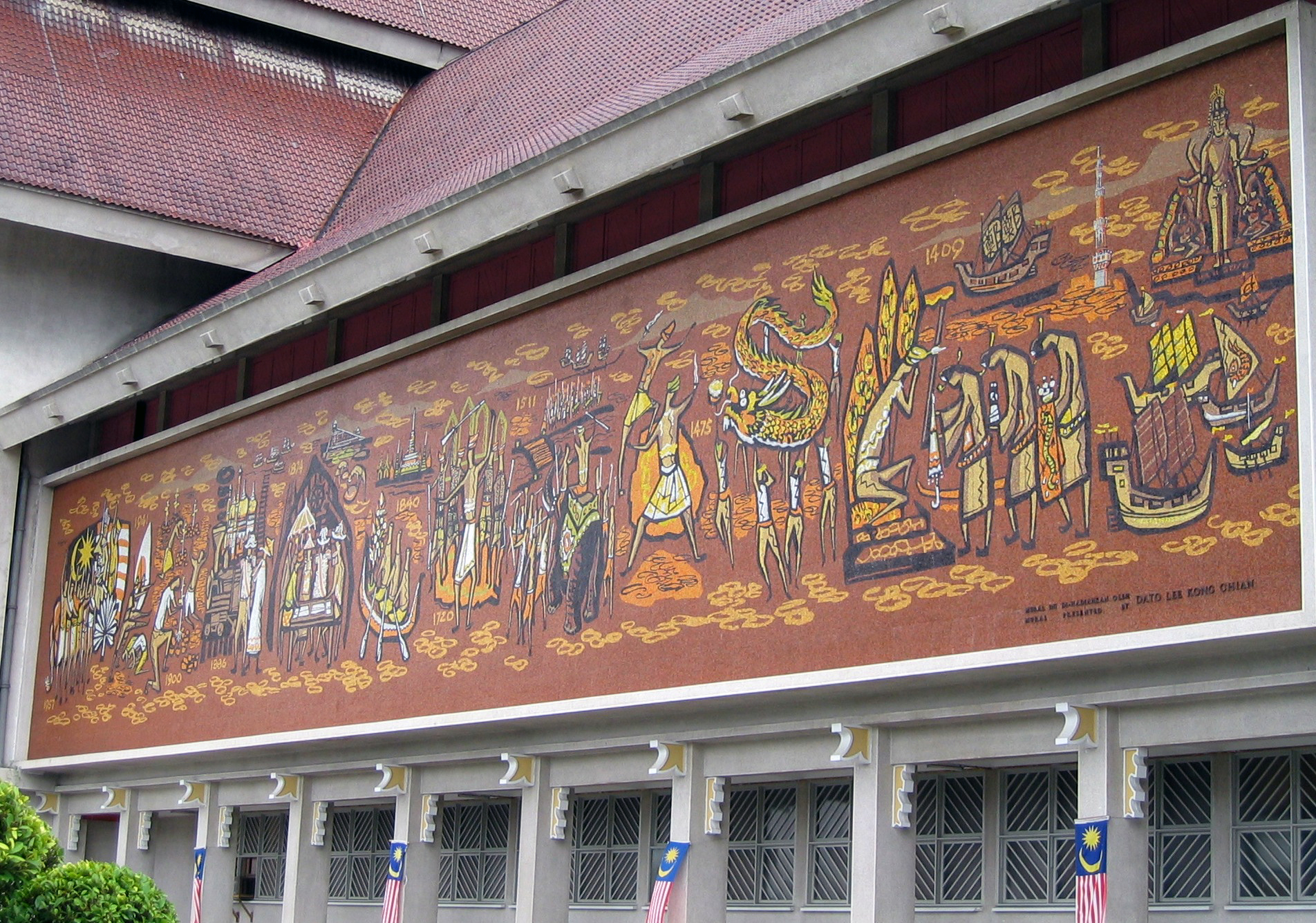
马来西亚吉隆坡国家博物馆的壁画装饰，描绘了马来西亚历史

博物館，又稱博物院，是安置一套文物典藏的建築物或機構。
博物館是一種透過展示向公眾推送與其主題有關訊息的場所。博物館蒐藏並維護具有科學、藝術或歷史重要性的物件，並透過展示（常設展或特展），使公眾得以觀看這些物件。大多數的大型博物館位於世界各地的重要城市，更具地方性質的博物館位於較小城市、城鎮甚至到鄉村都有。一般人歸納出博物館所富有之功能為：典藏、研究、展示、教育四大項。博物馆服务于不同的对象，从研究人员、专家到公众。目前越来越多地转向为公众提供服务。
傳統的博物館發展路線是蒐藏->研究->教育->展示，多為以皇室貴族或富商收藏為基礎的文史收藏型博物館。近代的博物館則是以展示->教育->研究->蒐藏為主，多以教育為目的的科學館(中心)、天文館為主，這一類的館所不一定有收藏功能，部分甚至沒有研究功能。另外還有一類新型博物館則以建築及庭園景色為主，展示及教育只是其附屬功能。
古代的博物館，例如亞歷山卓的繆斯，其地位相當於現代的研究所。近代早期的博物館始於富裕的個人、家庭或藝術的私人蒐藏，而且是珍罕或奇特的自然物件與文物展示給中上階級。博物館遍佈世界各地，种类繁多，包括艺术博物馆，自然历史博物馆，科学博物馆，战争博物馆和儿童博物馆。對大眾有償或無償開放。巴黎的卢浮宫、北京的中国国家博物馆、华盛顿哥伦比亚特区的史密森尼学会、伦敦的大英博物馆国家美术馆、纽约的大都会艺术博物馆和梵蒂冈的梵蒂冈博物馆，都属于世界上最大、参观人数最多的博物馆。根据国际博物馆理事会：202个国家，有超过55000座博物馆。

## 歷史

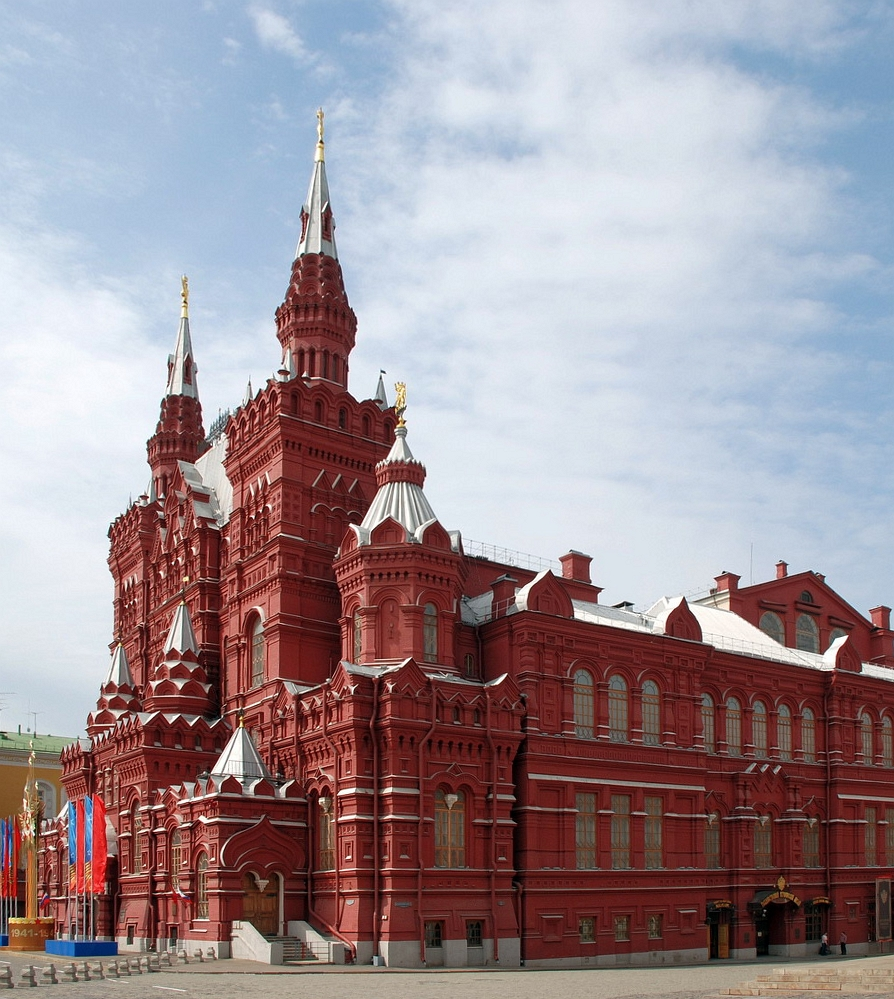
莫斯科的俄羅斯國家歷史博物館

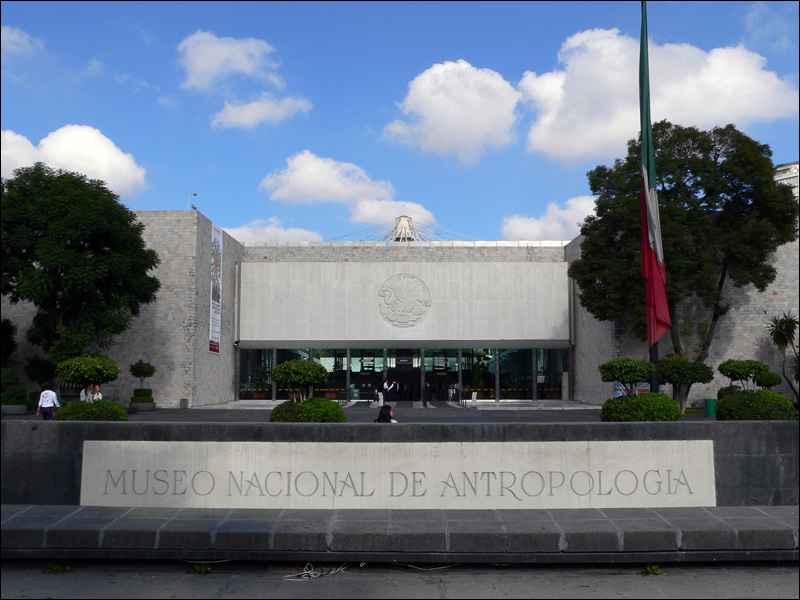
墨西哥市國立人類學博物館（Museo Nacional de Antropología）

博物館的起源，是於約公元前300年亞歷山卓的繆斯（Musaeum）。繆斯中專門收藏了古希臘的亞歷山大大帝在歐洲、亞洲及非洲的征戰得到的珍品。博物館的英文「Museum」，就是源於希臘語的繆斯「Μουσεῖον」。然而，當時的博物館並不對外開放。
文藝復興時期，歐洲的王室貴族開始於王宮中設陳列室收藏珍品，但亦只開放給貴族參觀。早期的博物館始於富裕的個人、家庭或藝術機構的私人收藏品，包括稀有或令人好奇的自然物件和文物。這些東西往往擺設在所謂的奇觀房或搜奇櫃。其他大眾接觸這些蒐藏品，往往只有是「有頭有臉的人」才有機會，特別是私人藝術收藏，但這是依據主人及其工作人員的意願而定。
世界第一批公共博物館設立於歐洲，在十七至十八世紀和啟蒙時代：
- 阿默巴赫展示櫃，原本是私人收藏，由巴塞爾（Basel）大學與市政府於1661年購得，並在1671年向公眾開放。

- 倫敦塔的皇家軍械庫是英國歷史最悠久的博物館。它於1660年向公眾開放，儘管從1592年，已經有付費的特權訪客前往軍械庫參觀展示。今天的博物館有三個地點，包括其新的總部設在利茲[5]。

- 位於貝桑松的貝桑松藝術與考古學博物館（Musée des Beaux-Arts et d'archéologie de Besançon）成立於1694年，在一位男修道院院長讓巴蒂斯特博伊索特（Jean-Baptiste Boisot），將他的個人蒐藏捐給這個城市的本篤（Benedictines），以建立一座博物館向公眾開放，每週兩天[6]。

- 梵蒂岡博物館，這是梵蒂岡博物館群的第一座博物館，1756年於羅馬開幕。

- 倫敦的大英博物館，成立於1753年，並在1759年向公眾開放[7]。漢斯斯隆（Hans Sloane）個人收藏的古玩提供了大英博物館的最初基本藏品[7]。

- 在佛羅倫斯的烏菲茲，自從十六世紀，就已應遊客要求而開放，於1765年正式向公眾開放。

- 1773年，英國開放阿須摩林博物館供公眾參觀。

- 維也納君王在哈布斯堡的麗城，於1781年開放，有一套藝術品蒐藏。

- 在巴黎羅浮宮，典藏了達文西所繪的蒙娜麗莎畫作。

然而，這些“公共”博物館，往往只讓中上階級得以進入。想要拿到門票可能很難。例如在倫敦，想要參觀大英博物館的遊客必須以書面提出申請。即使到1800年，有可能必須等上兩個星期才拿到門票。小型團體的遊客只能逗留兩個小時。在維多利亞時代，英國的博物館流行在週日下午開放（在這類設施中，唯一被允許這樣做的），以便讓其他階級--勞工階級，有機會「自我提升」。
第一個真正的公共博物館是巴黎羅浮宮，在1793年法國大革命期間開設，這是歷史上首次讓各地與各種地位的人們，自由看到前法國王室的蒐藏。幾個世紀以來，由法國君主蒐藏的美妙藝術珍藏，每十天對公眾開放三天（在法國共和曆，十天的計時單位用來取代星期）。國家藝術保護博物館（Conservatoire du musée national des Arts）被賦予職責，將羅浮宮組織成一座國立公共博物館，以及國家博物館系統的核心。法國拿破崙一世征服了歐洲最偉大的城市，所到之處，沒收了當地藝術品，這個藏品量增加，而且組織任務變得越來越複雜。拿破崙戰敗後，1815年，許多的寶藏逐漸歸還原主（有許多並沒有）。他的計劃從未完全實現，他將博物館當成國家主義熱情的推動者，這個概念在歐洲各地產生了深遠影響。
美國博物館最終加入歐洲博物館，在他們感興趣的領域，成為在世界居於領先地位的新知識生產中心。一段密集的博物館建設時期，同時就知性與物質的意義而言，在十九世紀末和二十世紀初實現了（這往往稱為「博物館時期」或「博物館時代」）。雖然美國的許多博物館，自然史博物館和美術館同樣，都是意圖聚焦於北美地區的科學發現和藝術發展，許多博物館在某些方面仿效他們的歐洲同行（包括發展從埃及、希臘、美索不達米亞和羅馬的古典蒐藏)。在美國，在第二次世界大戰開始之前，大學就已成為主要的創新研究中心。然而，時至今日，博物館依然將新的知識貢獻給他們的園地，並持續建立對於研究和展示皆有助益的蒐藏。
南通博物苑由著名实业家、晚清状元张謇创办于1905年，为近代中国第一座由中国人独立创办的公共博物馆。成立于1925年的故宫博物院，是世界上规模最大、保存最完整的木结构宫殿建筑群。藏品主要是以明、清两代皇宫及其收藏为基础。

## 目的

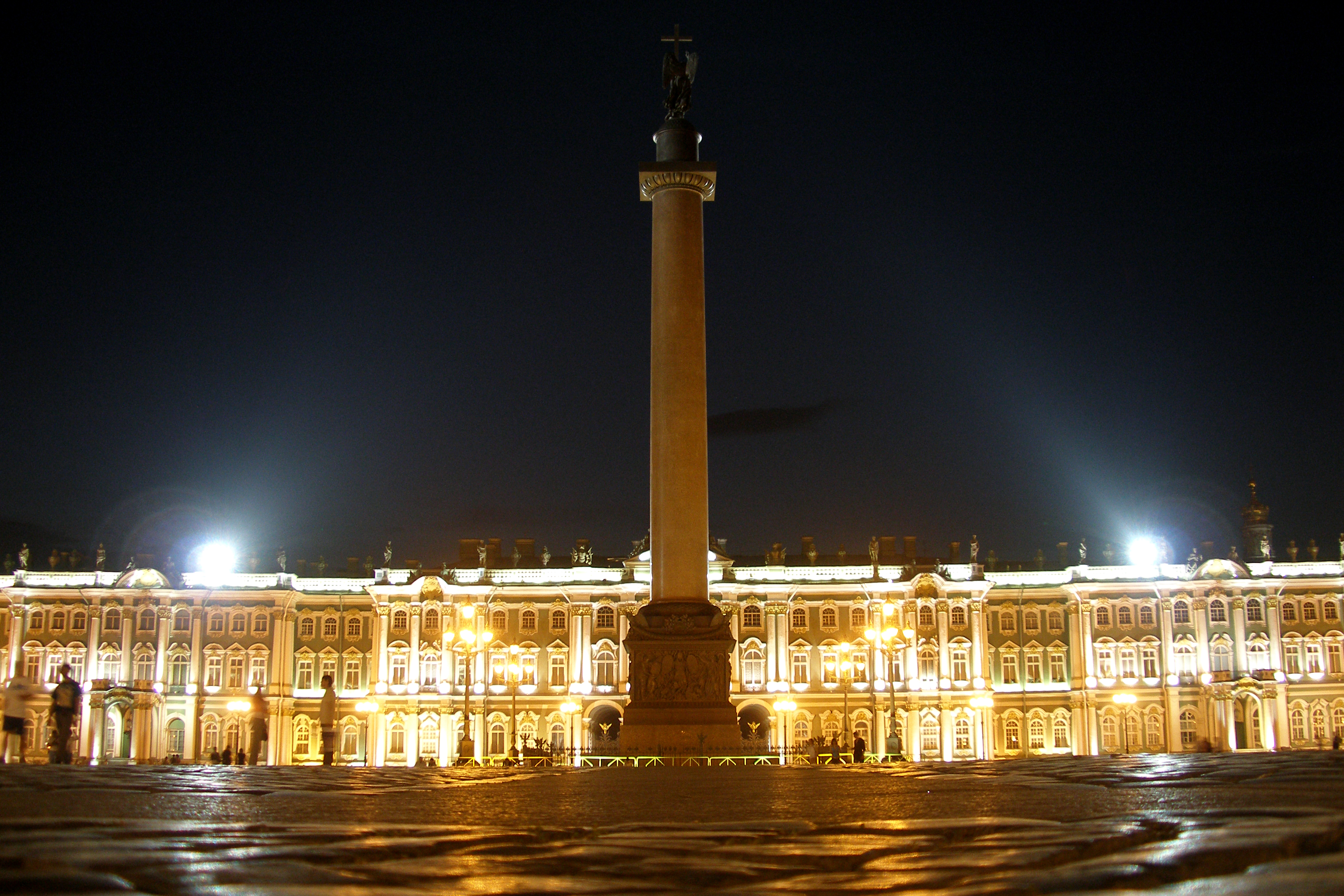
聖彼得堡的艾爾米塔什國立美術館（冬宮）

博物館蒐藏和維護科學、藝術、或歷史的重要物件，並透過常設展與特展，讓公眾觀看這些物件。大多數的大型博物館都位於世界各地的主要城市，也有一些更具地方性的博物館存在於小城市、城鎮，甚至農村。大多數情況下，博物館地區集中心力在當地的文化。
儘管大多數博物館不允許觀眾碰觸相關文物，有一些則採取互動模式，與鼓勵更多的實際操作。博物館學的一些現代趨勢，擴大了主題的範圍，並引進虛擬博物館，這讓大眾有機會作出選擇，並且從事一些活動，產生可能會因人而異的經驗。隨著網際網路的發展，有越來越多的虛擬博物館，也就是網絡版本的展示，呈現影像並播放錄音。未公開展出的物品用此方式展示。
博物館大多對公眾開放，有時收取入場費。有些博物館是得到公開資助，並且免費參觀，有的是永久免費，有的是在特殊日子，如每週一次或每年一次。博物館通常並非為了營利而經營，不像是私人美術館或畫廊更常從事藝術品的銷售。有國立博物館、非政府或非營利組織博物館和私人或家庭博物館。關於文化和歷史，博物館可以是一個有信譽和普遍獲得信任的資訊來源。
依據國際博物館協會的定義，博物館包括：「永久設立的機構，以服務社會及其自身的發展，向公眾開放，這個機構獲取、保存、研究、詮釋與展示人類的有形和無形文化遺產及環境，以獲致博物館教育、學習與娛樂等等目標」；而且「博物館使人們探索其藏品，以追求靈感、學習與享受。這些機構蒐藏、維護文物和標本，並使它們能讓公眾所運用，因此博物館受社會的付託，保存這些物件。」（這是英國博物館協會的定義）。

## 参观人次最多的博物馆
本部分列出了2018年世界上最受欢迎的20座博物馆，由AECOM和主题娱乐协会的年度报告而汇编。 更多数据详见参观人次最多的博物馆列表。伦敦和华盛顿哥伦比亚特区包含超过20座世界上参观最多的博物馆，分别为5座和4座。
| 排名 | 博物馆                       | 地理               | 年度访问   |
| ---- | ---------------------------- | ------------------ | ---------- |
| 1    | 卢浮宫                       | 巴黎               | 10,200,000 |
| 2    | 中国国家博物馆               | 北京               | 8,610,092  |
| 3    | 大都会艺术博物馆             | 纽约               | 6,953,927  |
| 4    | 梵蒂冈博物馆                 | 梵蒂冈             | 6,756,186  |
| 5    | 美国国家航空航天博物馆       | 华盛顿哥伦比亚特区 | 6,200,000  |
| 6    | 泰特现代艺术馆               | 伦敦               | 5,868,562  |
| 7    | 大英博物馆                   | 伦敦               | 5,828,552  |
| 8    | 国家美术馆 (伦敦)            | 伦敦               | 5,735,831  |
| 9    | 自然史博物馆 (伦敦)          | 伦敦               | 5,226,320  |
| 10   | 美国自然历史博物馆           | 纽约               | 5,000,000  |
| 11   | 美国国立自然历史博物馆       | 华盛顿哥伦比亚特区 | 4,800,000  |
| 12   | 国家美术馆 (华盛顿)          | 华盛顿哥伦比亚特区 | 4,404,212  |
| 13   | 中国科学技术馆               | 北京               | 4,400,000  |
| 14   | 埃尔米塔日博物馆             | 圣彼得堡           | 4,220,000  |
| 15   | 浙江省博物馆                 | 杭州               | 4,200,000  |
| 16   | 美国国家历史博物馆           | 华盛顿哥伦比亚特区 | 4,100,000  |
| 17   | 维多利亚和阿尔伯特博物馆     | 伦敦               | 3,967,566  |
| 18   | 索菲娅王后国家艺术中心博物馆 | 马德里             | 3,898,000  |
| 19   | 国立故宫博物院               | 台北               | 3,860,000  |
| 20   | 南京博物院                   | 南京               | 3,670,000  |

## 類型
博物館種類繁多，從位於重要都市，具有大型館藏，其下包括許多類別的博物館；到非常小型的博物館，其內容包括以平常方式介紹一個特殊地點，或是某個特定主題，如一個名人。類別包括：藝術、應用藝術、工藝、考古、人類學和民族學、歷史、文化史、軍事史、科學、技術、兒童博物館、自然史、錢幣、植物園與動物園，以及集郵。在這些類別之中，有許多博物館更進一步分類，如當代藝術、地方史、航空史、農業或地質等等的博物館。博物館往往具有一套核心典藏，包括在其領域中，重要精選的物件。物件經過正式進藏，登錄成為博物館的蒐藏品，具有一個文物編號，並詳細記錄其來源。負責管理這項蒐藏和展示工作的人員，稱為博物館研究員（curator）。

## 博物館流變
因為博術館的類型眾多，學術界不同領域的專家，在觀察不同時期風格的博術館後，紛紛就他們的專業為其劃分為不同時期。以下舉磯崎新及伊藤壽朗的說法為例。
磯崎新由於建築師身分及設計美術館之經驗，因此其將博物館分類的依據主要以空間設計為區分條件，將博物館總共劃分了三個世代。 

#### 第一世代的博物館
時間約為十八世紀末，當時的王室貴族為展示其財力及權力，收藏了許多畫作並將整合至皇宮、美術館和畫廊等地方空間。那時候的空間配置主要以油畫掛飾和附有台座的雕像為主，或是有壁畫的彩繪壁面。例如：路易十六時期的羅浮宮，就是一個典型的例子。

#### 第二世代的博物館
不如第一世代般富麗堂皇，第二世代博物館的展示空間逐漸以提供一個單純簡潔，並無任何建築設計的完全純白空間——白盒子（white cube）為主，為便於更替藝術作品。經典例子為美國紐約現代美術館（MoMa）的白盒子空間，觀眾更能將心思專注於作品。

#### 第三世代的博物館
由於第一及第二世代的博物館外部建築及內部展示仍較以簡樸為主，為了跳脫此限制，此時期博物館的設計以多元及創新為核心概念，帶給遊客強烈的視覺效果，例如：紐約的古根漢美術館，外型設計不同於傳統美術館方方正正的，而是採用層層的圓形堆疊。第三世代的內部展場設計則是將場域與建築體本身做結合，這種方法稱為場域限定。將裝置藝術品與博物館結合，即是場域限定的例子之一。
日本學者伊藤壽朗以竹內順一的概念與用語，其以博物館展覽內容與經營型態，在一九八零年代提出「第三世代博物館論」，對此有所解釋。  
第一世代博物館：
此時期的博物館主要為珍藏各時代的奇珍異寶為主，兼具觀光與休憩的功能。然而，第一世代博物館有一項極大的缺陷，由於其展品多為高社會階層之物品，若與此階層差距過大，容易對展覽內容產生疑惑，甚至脫節。
第二世代博物館：第二世代的博物館不同於第一代，蒐集的類型更多樣化，而更訴求將館內資料公開化。因此，此時期將研究觀點聚焦於地方公立博物館。然而，其仍與第一世代博物館遭遇類似窘境，館內研究員富有傳達訊息之使命，積極策劃展覽，但觀者通常對其不感太多興趣，常發生只來館一次的情況。
第三世代博物館基於地方社會的文化和需求，以民眾的參與和體驗為核心，地域課題為主軸，發掘必要資料和作品，讓民眾和地方關係和情感更加緊密。他另外提出「地域博物館論」，所描述的地方博物館形象，其實就是第三世代博物館的理想典型。伊藤指出，這三種世代的博物館雖然是前後出現，但現今是呈現並存的現象。

### 第四世代博物館
第四世代的博物館更注重設立博物館的本質。此世代的發想緣由是因伊藤壽朗在1991年受到金澤21世紀美術館的啟發，其認為當下的博物館已經朝向新的世代邁進。而關注的焦點放置於保存藝術品、傳遞知識，更重要的是強調與觀者之間的互動體驗，使觀者從體驗活動和展覽，更了解和意識地域的重要性。因此對地方性的現代美術館而言，此世代的發展方式讓地區對未來的展覽方式及博物館經營有更多發展可能。

### 考古博物館
考古博物館專門展出考古文物。有許多是在露天環境中，如雅典衛城和羅馬廣場。其他的則是在建築物內，展示考古遺址中發現的文物，如中國西安秦始皇兵馬俑博物館、埃及開羅博物館。

#### 華人地區的考古博物館
- 建在三星堆遗址上的三星堆博物馆
- 南越王赵眜陵寝上的西汉南越王博物馆
- 西安半坡遗址上的西安半坡博物馆
- 建在殷墟上的安阳殷墟博物馆
- 香港的李郑屋汉墓博物馆
- 台中市牛骂头遗址文化园区
- 南科考古文物陈列室裡的狗遗骸
- 大明宫遗址

### 美術館
美術館，也被稱為藝術畫廊，是藝術展示空間，通常展出的藝術品來自視覺藝術，主要是繪畫、插畫與雕塑。繪畫與古典大師版畫是往往並不是展示在牆壁上，而是存放在一個畫室。也可能有應用藝術蒐藏，包括陶瓷、五金、家具、藝術書籍，以及其他類型的物件。經常放映影像藝術。
歐洲的第一座公立博物館是在巴塞爾的阿默巴赫展示櫥，原本是一個私人蒐藏，於1661年出售給市政府，1671年開放公眾參觀（現在的巴塞爾博物館）。佛羅倫斯的烏菲茲畫廊，最初設想為一座宮殿，為佛羅倫斯行政長官的辦公室（因此得名），後來演變成一處展示場所，由美第奇家族所蒐藏或委託製作的繪畫和雕塑。在美第奇家屋被毀滅之後，藝術珍藏留在佛羅倫斯，形成一座最早的現代博物館。從十六世紀以來，這座畫廊已依要求向遊客開放，它是在1765年正式向公眾開放。另一個早期的公共博物館是倫敦大英博物館，於1759年向公眾開放。這是一個“包羅萬象的博物館”，具有相當多樣的蒐藏品，涵蓋藝術、應用藝術、考古學、人類學、歷史、科學，以及一座圖書館。科學收藏、圖書館、繪畫和現代雕塑，已分別找到獨立的蒐藏地點，留下了歷史、考古、非歐洲和前文藝復興藝術、版畫和素描等項在原處。
一般認為，專門的藝術博物館是相當現代的發明，第一個藝術博物館是聖彼得堡的冬宮，成立於1764年。
巴黎羅浮宮成立於1793年，就在法國大革命後不久，宣佈將王室珍寶開放給公眾參觀。在克拉科夫的恰爾托雷斯基博物館成立於1796年，由恰爾托雷斯卡公主（Izabela Czartoryska）所設立。這顯示藝術收藏品開始從貴族和富人的私領域，轉移到公領域，在公領域，這些博物館被視為教育大眾的藝術品味與文化提升的場所。

#### 華人地區的美術館
- 中国美术馆老馆内景
- 臺北市立美術館
- 新加坡国家美术馆
- 新加坡美术馆
- 台南市奇美博物馆
- 台东美术馆
- 武汉美术馆
- 台中市亚洲现代美术馆
- 浙江美术馆
- 香港西九文化區M+博物館外貌

### 歷史博物館
歷史博物館涵蓋了歷史知識及其與現在和未來的關聯。有些歷史博物館涵蓋了某些特定的策展範圍或是某一特定地區，有的則較為籠統。這類博物館包含範圍廣泛的物件，包括歷史檔案、各類型的文物、藝術、考古物件。考古博物館則更專精於考古發現。
常見的歷史博物館是一座歷史建築物。歷史建築物可能是一幢具有特殊建築價值的建築物，或某個名人的家，或是一間帶著有趣歷史的房子。歷史位址也可成為博物館，特別是那些標示著違反公共秩序的罪行（Public order crime），如柬埔寨吐斯廉屠殺博物館或南非羅本島。另一種歷史博物館是生態博物館。生態博物館，是人們盡可能完整重建一段歷史時期的場所，包括建築物、衣著和語言。它類似於歷史重演（historical reenactment）。

#### 華人地區的歷史博物館
- 中國北京中國國家博物館
- 新加坡亚洲文明博物馆的唐代陶瓷
- 陕西历史博物馆展出的唐代十二生肖雕塑
- 马来西亚砂拉越华族历史文物馆（英语：Chinese History Museum）
- 马来西亚闲真别墅（英语：Han Chin Pet Soo）裡的饭厅
- 马来西亚侨生博物馆（英语：Pinang Peranakan Mansion），小娘惹的拍摄地
- 美国西雅图陆荣昌亚洲博物馆（英语：Wing Luke Museum of the Asian Pacific American Experience）
- 美国华人博物馆的中药柜
- 美国蒙大拿州美华学会（英语：Mai Wah Museum）
- 美国夏威夷和兴会馆（英语：Wo Hing Society Hall）裡的和兴会创始人照片
- 台北市國立歷史博物館

### 海事博物館
海事博物館（Maritime museum）專門展出關於船舶以及海洋與湖泊航行的物件。它們可能包括一艘具有歷史意义的船舶（或複製品），也就是一艘博物館船舶，讓人們可進入參觀。例如现今停靠于英国樸次茅斯海軍基地干船坞的皇家海军胜利号风帆战列舰（HMS Victory），现今除了保留船体来展览外，船上仍然保留着火炮、船长室等当年的物件与配置进行展出。胜利号在1765年建成，曾参与过特拉法加之役并作为英國皇家海軍副海軍上將霍雷肖·納爾遜的旗艦大破法蘭西聯合艦隊而聞名於世，因而具有相当的历史意义。

#### 華人地區的海事博物館
- 中国国家海洋博物馆
- 中国港口博物馆
- 泉州海外交通史博物馆
- 葛量洪号灭火轮展览馆
- 香港海防博物馆
- 香港海事博物馆
- 海事博物館,什切青, 波蘭

### 紀念館
紀念館（Memorial Museum）是博物館專用既要教育公眾和紀念一個特定的歷史事件中，通常涉及大規模的痛苦。這個概念得到了牽引整個20世紀，以期間犯下世紀的眾多廣為人知的大規模暴行的反應。通過紀念博物館紀念的事件往往涉及誰在“道德上有問題的情況下，”不能輕易被解釋為英雄死亡大多為平民受害者。有關於這些殺戮和紀念博物館的肇事者的身份，罪責和懲罰往往發揮積極作用的研究，旨在使雙方獲益的受害者經常懸而未決的問題，並起訴那些肇事者。例如以色列猶太大屠殺紀念館及柏林猶太博物館與美國大屠殺紀念博物館等猶太大屠殺相關紀念館使世人永遠記取極端民族主義和種族主義帶來的殘酷迫害和血腥教訓，侵华日军南京大屠杀遇难同胞纪念馆則在反驳日本官方与民间针对南京大屠杀史实的曲解与篡改中发挥了相当作用。
另外，紀念館的形式也有對某歷史重要人物的貢獻或行為作表彰，及對某一事件的勝利紀念，例如傑佛遜紀念堂和林肯紀念堂等總統博物館、富蘭克林紀念館、金九紀念館、凱末爾紀念館、特斯拉紀念館、南斯拉夫歷史博物館、戴高樂紀念館、胡志明紀念館和建國先賢紀念園等人物與事件紀念館，它們有時會以陵墓、祠堂或紀念碑的形式呈現。

#### 華人地區的紀念館
- 纪念旅顺大屠杀遇难者万忠墓纪念馆
- 约翰·拉贝与国际安全区纪念馆
- 孙中山南洋纪念馆全景，曾是中国同盟会在东南亚的基地
- 广州市中山纪念堂，由著名建筑师吕彦直设计
- 福州市林則徐紀念館，類型為古建築及歷史紀念建築物
- 唐山抗震纪念馆，纪念1976年唐山大地震
- 侵华日军南京大屠杀遇难同胞纪念馆,纪念1937年南京大屠杀遇难者
- 台北二二八纪念馆，于二二八事件50周年正式开馆
- 台北市國父紀念館，為紀念中華民國國父孫中山先生之建物
- 台北市中正紀念堂，為紀念中華民國先總統蔣中正先生之建物
- 連江縣經國先生紀念堂，為紀念中華民國故總統蔣經國先生之建物
- 北京市毛主席紀念堂，為紀念中共中央主席、中華人民共和國最高領導人毛澤東之建物
- 韶山市韶山毛泽东同志纪念馆，為紀念中共中央主席、中華人民共和國最高領導人毛澤東之建物
- 天津市周恩來鄧穎超紀念館，為紀念中華人民共和國國務院總理周恩來夫婦之建物
- 廣安市鄧小平故居陳列館，為紀念中華人民共和國最高領導人鄧小平之建物

### 軍事和戰爭博物館
軍事博物館專精於軍事史，他們通常從國家角度來組織，在某個特定國家的一座戰爭博物館，主題將會圍繞在這個國家曾經參與的戰爭衝突。這些博物館往往包含武器和其他軍事裝備、軍服、戰時宣傳品等等物品的陳列，以及戰時平民生活與軍事裝飾品的展示，以及其他。軍事博物館可專注於特定的軍種或地區，如英國達克斯福德（Duxford）的帝國戰爭博物館專門展出軍機，或德國坦克博物館專門展出坦克；有的博物館則較為全面，如加拿大戰爭博物館或軍事博物館 （页面存档备份，存于）。

#### 華人地區的軍事博物館
- 中华人民共和国中国人民革命军事博物馆
- 中華民國國軍歷史文物館
- 新加坡的西乐索炮台（英语：Fort Siloso）
- 新加坡的鸦片山岗战役纪念馆（英语：Reflections at Bukit Chandu）
- 新竹市黑蝙蝠中队文物陈列馆
- 高雄市空军军史馆
- 中国人民解放军坦克博物馆
- 海军上海博览馆
- 中国航空博物馆
- 中国海军博物馆

### 行動博物館

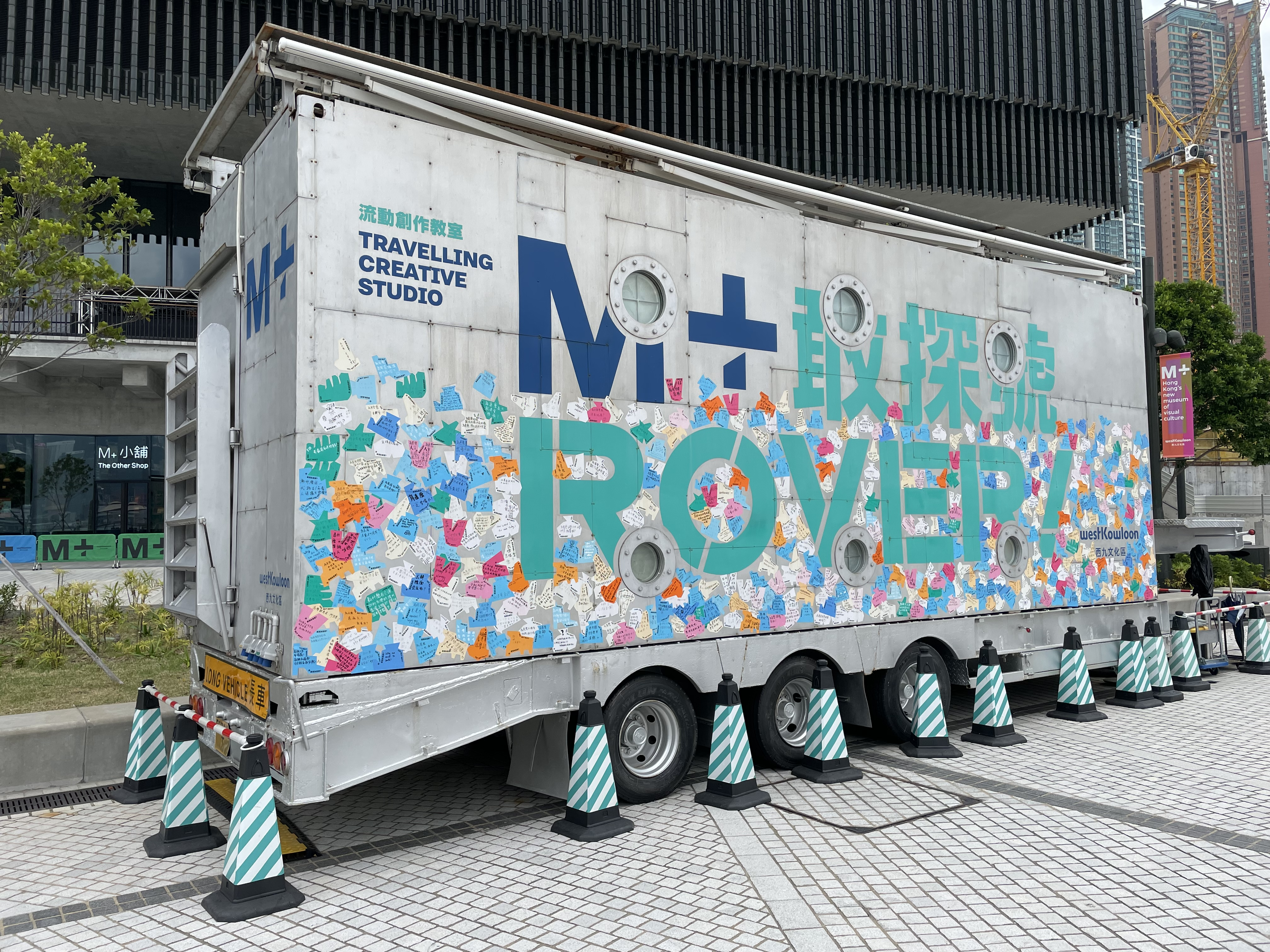
香港西九文化區「M+敢探號」特製拖車

行動博物館（Mobile museum）是一個術語，適用於某些博物館，將展示放在車輛當中，如麵包車。有些機構，如加拿大溫尼伯的聖維托歷史學會（St. Vital Historical Society）和美國明尼蘇達的沃克藝術中心（Walker Art Center），使用行動博物館這個術語，指的是這個博物館的蒐藏的其中一部份，因教育目的，而運離博物館前往不同地點。其他的行動博物館並沒有「總部據點」，而是以巡迴展出是其唯一的呈現方式。

### 自然史博物館
自然史與自然科學博物館，通常是對於自然世界的展示。重點放在自然和文化的關連。展示可以教育群眾關於恐龍、古代歷史與人類學的知識。演化、環境議題與生物多樣性是自然史博物館的主要領域。這種類型的博物館，有名的包括倫敦英國自然歷史博物館，牛津的牛津大學自然史博物館，巴黎的法國自然史博物館（Muséum national d'histoire naturelle），在華盛頓史密森尼學會的國家自然史博物館，在紐約市的美國自然歷史博物館，柏林自然博物館 (Berlin Museum für Naturkunde), 加拿大亞伯達的加拿大皇家蒂勒爾博物館，美國丹佛自然和科學博物館（Denver Museum of Nature and Science）和芝加哥菲爾德自然史博物館。一個相當小型的自然史博物館是美國伊利諾州中西部自然史博物館（The Midwest Museum of Natural History）。

#### 華人地區的自然史博物館
- 國立臺灣博物館左鎮人展廳
- 国立台湾史前文化博物馆
- 自贡恐龙博物馆展出的永川龙的头骨
- 甘肃省博物馆展出的轭齿象头骨
- 上海自然博物馆展出的蝴蝶标本
- 国立自然科学博物馆展出的淮河古菱齿象
- 北京麋鹿生态实验中心裡的世界灭绝动物墓地

### 露天博物館
露天博物館是在大型戶外場所蒐藏和重新建立古老建築物，通常設置在重建過去景觀的場景之中。第一個露天博物館是瑞典奧斯卡二世的蒐藏，接近挪威奧斯陸，於1881年開業，現在是挪威文化史博物館（Norwegian Museum of Cultural History, Norsk Folkemuseum）。1891年，阿圖爾·哈塞柳斯（Artur Hazelius）在斯德哥爾摩創立斯卡森（Skansen），這成為後來建立的露天博物館的典範，最初在北歐和東歐，最終傳到世界其他地區。大多數的露天博物館位於木結構建築盛行地區，這是由於木結構可以搬遷位置，但不會明顯損壞其真實性。一個更晚近但相關的想法，在生態博物館實現，這起源於法國。在德国也有很多露天博物馆，比如孔茨民俗露天博物馆。

### 科學博物館
科学博物馆，在中国通常称为科技馆或科学馆。科學博物館與技術中心的主題圍繞在科學成就、奇蹟及其歷史。為了解釋複雜的發明，科學博物館使用演示、互動節目與引發思考的媒體。有些博物館的展示主題，包括電腦、航空、鐵路博物館、物理、天文與動物。
科學博物館，特別可能包括天文館在內，或是一座圓頂大劇場。博物館可能播放IMAX影片，這可能提供3D電影供觀眾觀看，或是更高品質的照片。因此，IMAX的內容為所有年齡層的人們提供了更逼真的體驗。
最近，也有新的虛擬博物館，被稱為「網路博物館」被創造出來。這些網站通常是屬於真實的博物館，包含可在這些真實博物館和畫廊找到的展品。這種新的展現方式，對於住在很遙遠地方，而想要看到這些博物館內容的人們，非常有用。

#### 華人地區的科技館
科學博物館近來跟民眾越來越親近，更推出可愛吉祥物引發大眾喜愛 （页面存档备份，存于），宣傳手法越來越多元。
- 中国科技馆
- 香港科学馆
- 新加坡科学馆（英语：Science Centre Singapore）
- 新加坡艺术科学博物馆
- 上海科技馆
- 浙江省科技馆
- 重庆科技馆

### 專業博物館
有許多各異其趣的博物館展示了各式各樣的主題。音樂博物館讚揚許多作曲家或音樂家的生活和工作，如美國俄亥俄州克里夫蘭的搖滾名人堂，以及俄羅斯聖彼得堡的林姆斯基高沙可夫公寓和博物館。其他的音樂博物館包括現場音樂演奏，例如在倫敦韓德爾故居博物館。在亞利桑那州格倫代爾的珠子博物館（The Bead Museum），促進世人對於珠子及其相關文物的歷史、文化和藝術意義的讚賞和理解。其永久收藏品包括來自世界各地的珠子，包括一顆有15,000年歷史的珠子。也設有特展。
針對青少年的博物館，如兒童博物館或玩具博物館，在世界許多地方，常常針對各式各樣的主題，展現互動並具教育意義的材料，例如，西班牙的玩具與機器人博物館。棒球名人堂是一個體育機構。美國紐約的康寧玻璃博物館致力於玻璃的藝術、歷史和科學。美國國家犯罪與懲治博物館（National Museum of Crime & Punishment）探索揭發罪行的科學。美國玩具屋博物館（The Great American Dollhouse Museum）描繪美國社會歷史的縮影。解說中心是現代博物館或遊客中心，往往使用新的手段與公眾溝通。

#### 華人地區的專業博物館
- 台南市台湾盐博物馆
- 台北市北投温泉博物馆
- 新竹市文化局影像博物馆
- 高雄市旗津贝壳博物馆
- 花莲县七星柴鱼博物馆
- 兼为博物馆的新加坡佛牙寺龙华院
- 上海玻璃博物馆展示的玻璃色彩原料
- 新加坡昭南福特车厂纪念馆
- 中国杭帮菜博物馆展示的豆儿糕仿真菜
- 中国印刷博物馆展示的米纸制品
- 中国邮政邮票博物馆的驿使画像砖
- 大赛车博物馆展示的赛车

### 虛擬博物館

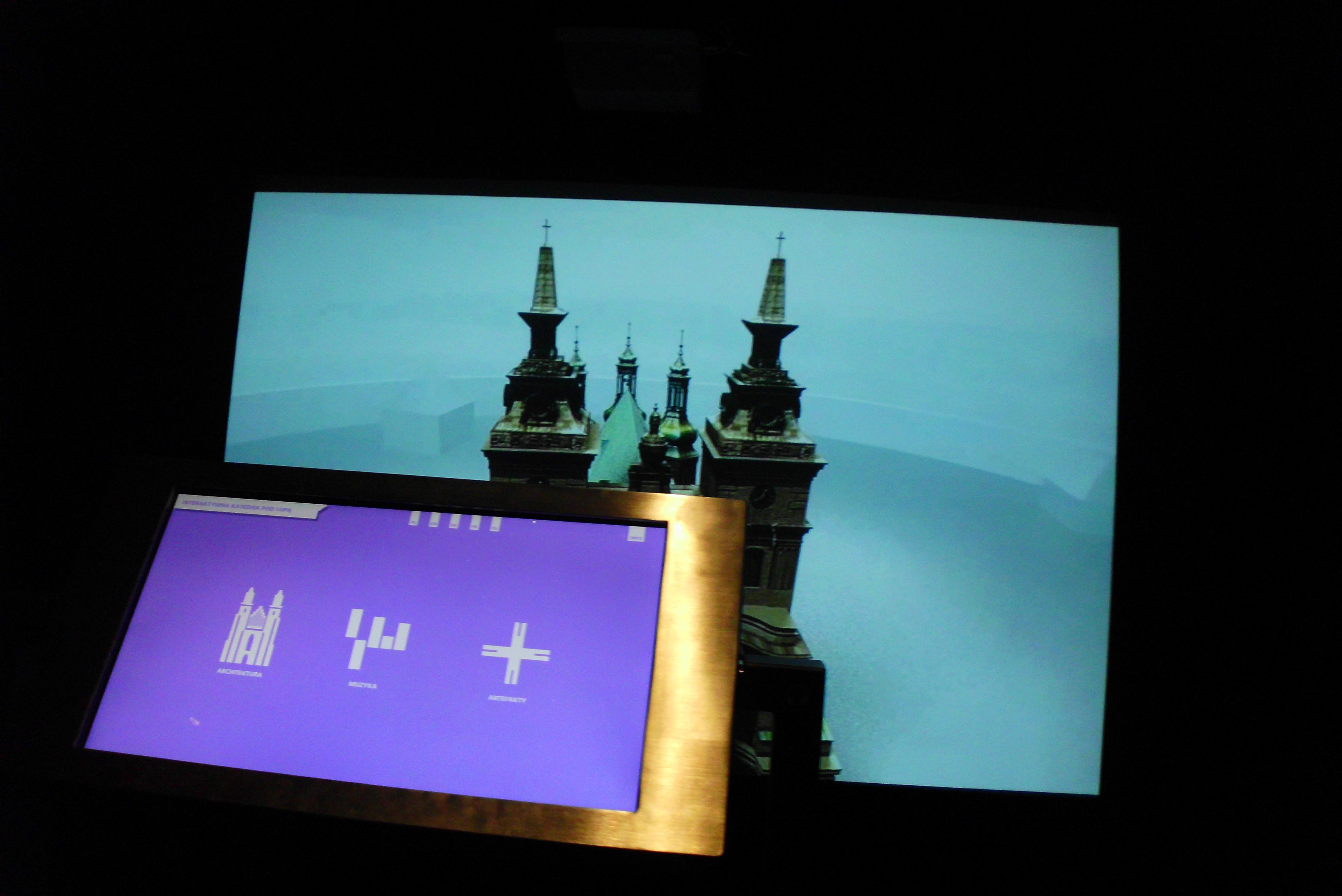
虛擬博物館 Brama Poznania ICHOT, 波茲南, 波兰

隨著全球網際網路的擴展，有一項最新的發展是虛擬博物館的建立。線上活動，例如加拿大虛擬博物館（Virtual Museum of Canada）為某些實體博物館提供網路展示，以及線上的策展平台（curatorial platform），例如Rhizome。
有些虛擬博物館在現實世界中並沒有對應的存在，如LIMAC（利馬當代藝術博物館，Museo de Arte Contemporáneo de Lima），它並沒有實際的位置，而且可能與這座城市本身的博物館相混淆。藝術史家格里斯達波洛克（Griselda Pollock）設立了一座虛擬的女性主義博物館，範圍從古典藝術到當代藝術。
一些现实生活中的博物馆还使用互联网进行虚拟参观和展览。2010年惠特尼美国艺术博物馆组织了自称为有史以来第一次在线Twitter博物馆之旅。

### 動植物公園和植物園
雖然人們往往不會將動物園和植物園想成是個博物館，但它們其實都是“活體博物館”（living museums）。它們存在的目的如同其他的博物館：教育、激發行動、研究、發展和管理典藏品。他們經營的方式也類似其他的博物館，面臨著同樣的挑戰。知名的動物園包括紐約布朗克斯動物園、倫敦動物園、美國費城動物園、聖路易斯動物園、聖迭戈動物園、柏林動物園、悉尼的塔朗加動物園、法蘭克福動物園、巴黎植物園和瑞士蘇黎世動物園。知名的植物園包括英國邱園、聖路易的密蘇里植物園、布魯克林植物園、芝加哥植物園和加拿大安大略省皇家植物園。

#### 華人地區的動植物公園
- 国立海洋生物博物馆展出的中国鲎
- 臺北市立動物園企鵝館展出的國王企鵝
- 新加坡动物园的白虎
- 裕廊飞禽公园的鲑色凤头鹦鹉
- 新加坡植物园的卓锦万代兰
- 臺北植物園溫室
- 国立自然科学博物馆植物园的热带雨林温室
- 中国科学院华南植物园的龙洞琪林
- 长隆野生动物世界的斑马
- 北京动物园裡的火烈鸟

## 博物馆类型

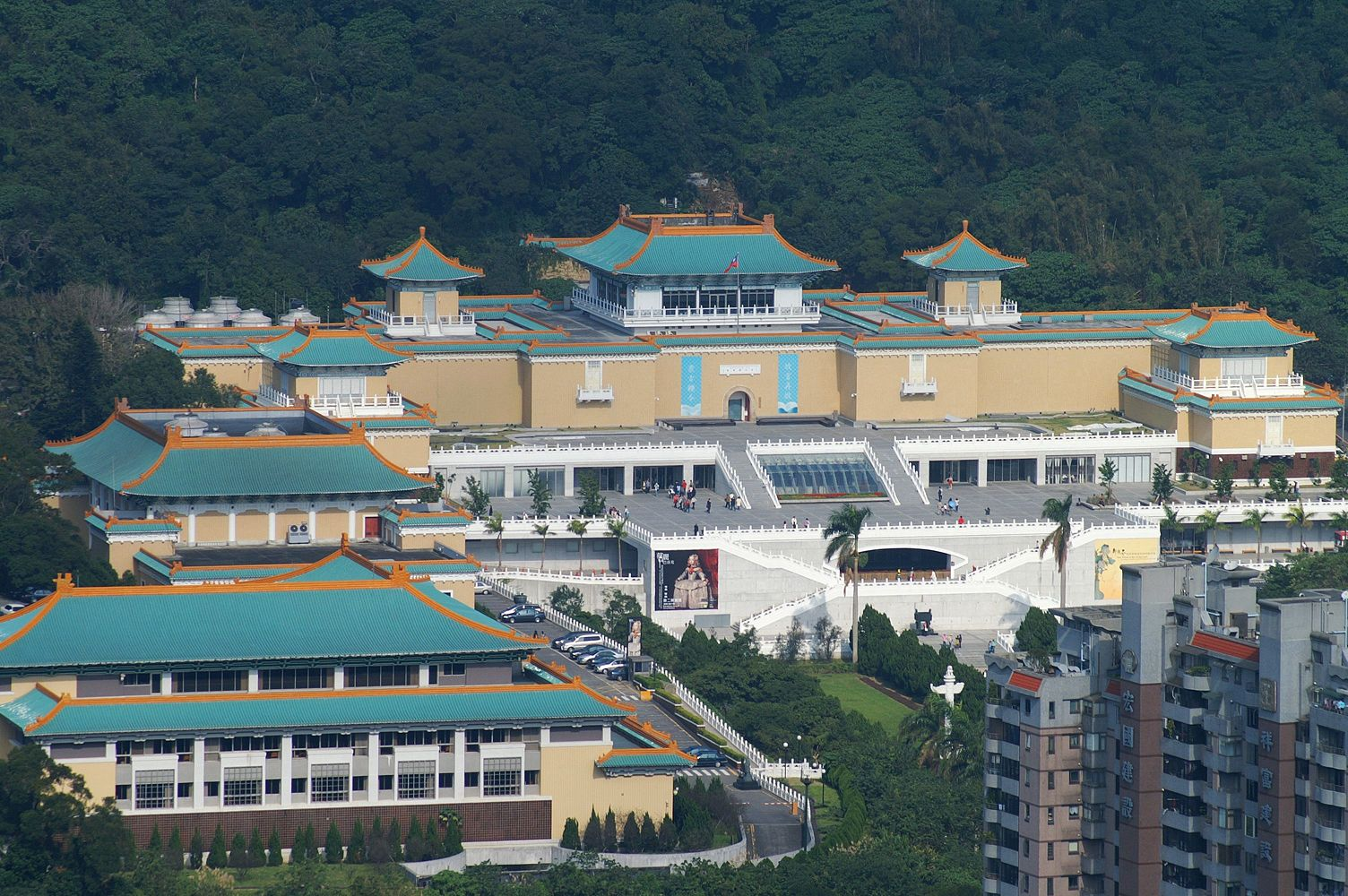
台北市的國立故宮博物院

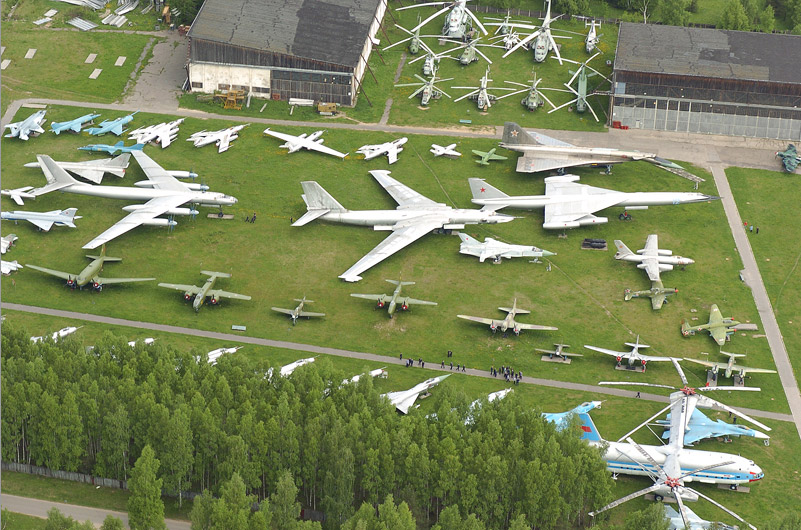
位處莫斯科的中央空軍博物館，為世界最大的飛行博物館之一。

早期博物館的定義是以列舉式的方式，條列出哪些機構可視為博物館，但近年來的趨勢是改以條件式的敘述。因此只要符合這些條件的機構，都視作博物館的一員，因此博物館的類型更加琳瑯滿目。
根據美國博物館協會的年度統計，其中博物館的類型有以下幾種：水族館、自然中心、青少年博物館、動物園、植物園、專門博物館（如鐵路、音樂、航空等）、科學與科技博物館（含星象廳）、歷史建物或遺址、一般類型（多學科、跨領域）自然史與人類學博物館、歷史博物館、藝術博物館幾種。
而國際博物館協會對博物館定義的第一條第B款則指出：「其他機構其目的亦符合博物館的定義，這些機構包括：
- 自然、考古或民族學的紀念物或遺址、歷史紀念或遺址
- 擁有展現物種的機構
- 科學中心與星象廳
- 由圖書館或檔案館永久性經營的非營利藝廊、保存機構或產示中心
- 自然保留區
- 其中管理或負責各種在本定義所列機構的國際、國家級或地區性的博物館組織
- 從事維護、研究、教育、訓練、記錄和其他與博物館與博物館學相關工作的機構
- 從事保存、永續維護和管理有形與無形文化遺產的文化中心與其他組織
- 其他從事與博物館或博物館學相關的部門。」

## 博物馆工作

### 管理
- 博物馆管理
- 博物馆馆长
- 博物馆环境管理
- 博物馆专业人员
- 博物馆志愿人员
- 博物馆宣传
- 博物馆安全
- 博物馆的选址与环境
- 博物馆之友
- 博物館行銷

### 研究
- 藏品研究

### 典藏
- 藏品修護

### 展示
- 博物館展示[32]
- 博物馆讲解

### 教育
- 博物馆社会服务
- 博物馆观众
- 博物馆教育

## 延伸閲讀
- Bennett, Tony. . London: Routledge. 1995. ISBN 978-0-415-05387-7. OCLC 30624669.
- Conn, Steven. . Chicago: The University of Chicago Press. 1998. ISBN 0-226-11493-7.
- Cuno, James. . Chicago: The University of Chicago Press. 2013. ISBN 978-0-226-10091-3.
- Findlen, Paula. . Berkeley: University of California Press. 1996. ISBN 0-520-20508-1.
- Marotta, Antonello. . 2010. ISBN 978-88-572-0258-7.
- Murtagh, William J. . New York: Sterling Publishing Company. 2005. ISBN 0-471-47377-4.
- Rentzhog, Sten (2007). Open air museums: The history and future of a visionary idea. Stockholm and Östersund: Carlssons Förlag / Jamtli. ISBN 978-91-7948-208-4
- Simon, Nina K. (2010). The Participatory Museum. Santa Cruz: Museums 2.0 （页面存档备份，存于）
- van Uffelen, Chris. . Potsdam: Ullmann. 2010. ISBN 978-3-8331-6033-2 （德语）. – also available in English: . Braun Publishing. 2010. ISBN 978-3-03768-067-4.
- Yerkovich, Sally. . Lanham: Rowman & Littlefield. 2016. ISBN 978-1-4422-3164-1.
- (PDF). St. Petersburg: The State Hermitage Publishers. 2015  [6 December 2016]. （原始内容存档 (PDF)于2017-05-10）.

## 參閲
- 博物馆学
- 考古学
- 文物
- 人类学
- 大学博物館
- 生态博物館
- 規模最大的藝術博物館列表（英语：List of largest art museums）
- 世界參觀人數最多的藝術博物館列表
- 国际博物馆协会